# Don (Yorkshire)
Don (anglicky River Don, v některých úsecích nazývaná také River Dun) je řeka v anglickém South Yorkshire a East Ridingu of Yorkshire. Pramení v Penninách, západně od Dunford Bridge, je dlouhá 111 km a teče na východ údolím řeky Don přes Penistone, Sheffield, Rotherham, Mexborough, Conisbrough, Doncaster a Stainforth. Původně se vlévala do řeky Trent, ale Cornelius Vermuyden ji ve dvacátých letech 17. století přebudoval na Dutch River (odklonil na sever a zkanalizoval) a nyní se vlévá do řeky Ouse u Goole. Don Valley je volební obvod Spojeného království v blízkosti Doncasterského úseku řeky.

## Etymologie
Pravděpodobným původem jména byl brittonský Dānā, z kořene dān-, což znamená voda nebo řeka. Stejný původ má jméno Dôn (nebo Danu) keltské bohyně, která byla považována za bohyni matku.
Podle této řeky je pojmenována řeka Don, jedna z hlavních řek Toronta v Ontariu v Kanadě.

## Geografie
Řeku Don lze rozdělit na úseky podle různých typů staveb postavených k omezení jejího průtoku. Horní tok a tok několik jeho přítoků je vymezeno přehradami, které byly postaveny za účelem zásobování obyvatelstva vodou. Ve střední úseku se nachází mnoho jezů, které byly postaveny pro zásobování mlýnů, sléváren a továren vodní energií, zatímco dolní část obsahuje jezy a zdymadla, určené k udržování výšky vodní hladiny umožňující plavbu. Hlavními přítoky Donu jsou Loxley, Rivelin, Sheaf, Rother a Dearne.
Podél úseku řeky Sheffield–Rotherham se nachází pět jezů, které protínají místní turistickou a cyklistickou trasu Five Weirs Walk. Další trasa, Upper Don Walk, se buduje a umožní pěšky nebo na kole dojet z centra Sheffieldu až k Oughtibridge.

## Sídla na řece Don
Jedná se o sídla na řece Don od pramene k ústí. Největším městem na řece je Sheffield. Tučně jsou vyznačena sídla, která mají podle sčítání lidu z roku 2001 více než 10 000 obyvatel. Pramen řeky, její přítoky a ústí jsou vyznačeny kurzívou.
| Winscar Reservoir – vodní nádrž - Dunford Bridge - Millhouse Green - Thurlstone - Penistone - Oxspring - Hunshelf - Thurgoland Soutok s Little Don River - Stocksbridge - Oughtibridge - Sheffield | - Rotherham - Kilnhurst - Swinton - Denaby - Old Denaby - Mexborough - Denaby Main - Conisbrough - Cadeby - Levitt Hagg (abandoned) - Warmsworth - New Edlington - Sprotbrough and Cusworth | - Doncaster - Long Sandall - Barnby Dun with Kirk Sandall - Thorpe in Balne - Kirk Bramwith - Braithwaite - Bramwith - Stainforth - Fishlake - Thorne - Rawcliffe Bridge - Goole River Ouse |

## Průběh toku
Řeka Don pramení v oblasti Peak District, na vřesovišti Great Grains Moss, které se nachází v nadmořské výšce 450–480 m. Spojuje se s řadou malých potoků, včetně Great Grains a Black Grough, které se vlévají po 1,9 km do přehrady Winscar. Reaps Dyke pramení 460 m od pramene a teče v půlkruhu na sever přes přehrady Snailsden a Harden, aby se vlil do dalšího ramene přehrady Winscar. Pouhých 91 m od pramene pramení Withens Brook, který teče na západ a zásobuje přehrady Longdendale a obyvatele Manchesteru. Jižně od přehrady Winscar zásobují další potoky nádrže Upper Windleden a Lower Windleden.
Všechny tyto nádrže byly postaveny koncem 19. století pro vodárenskou společnost Dewsbury and Heckmondwike Waterworks Board. Jako první byla v roce 1872 dokončena vodní nádrž Lower Windleden, v roce 1890 následovala nádrž Upper Windleden. Winscar, Snailsden a Harden byly dokončeny v roce 1899, i když Winscar se v té době jmenoval Dunford Bridge. V letech 1972–1975 byla na Winscaru postavena nová hráz, která nahradila dřívější zemní hráz. Aby se do ní vešla a nezničila vesnici Dunford Bridge, je hráz postavena z kamenného zásypu, což umožňuje, aby byly stěny mnohem strmější než u zemní hráze, a vnitřní stěna je pokryta dvěma vrstvami asfaltobetonu, což bylo první takové použití tohoto materiálu na hrázi v Británii. Hráz je vysoká 53 m a obsahuje přibližně 900 000 m³ kamenné výplně. Další novinkou při její stavbě bylo použití hydraulického skluzu v podobě skokanského můstku u paty přepadového žlabu, který rozptyluje energii kaskádovité vody. Nádrž zásobuje pitnou vodou údolí Calder Valley, vzdálené asi 19 km na sever, a je také základnou pro Pennine Sailing Club, který nabízí základní výcvik v jachtařských dovednostech v kurzech certifikovaných Královskou jachtařskou asociací (Royal Yachting Association).
Řeka Don teče od paty přehrady Winscar Dam, poblíž východního portálu tunelu Woodhead, přes Hamlet of Dunford Bridge a pokračuje nejprve na východ a poté na jihovýchod na cestě do Sheffieldu. Nedaleko Penistone se do řeky vlévá Scout Dike, která vytéká z nádrží Ingbirchworth, Royd Moor a Scout Dike. U Deepcaru se do Donu vlévá řeka Little Don neboli řeka Porter, na níž jsou další tři nádrže, zatímco u Wharncliffe Side se připojuje Ewden Beck, který protéká nádržemi Broomhead a More Hall. V době, kdy řeka dosáhne Oughtibridge, je pod vrstevnicí 91 m n. m.